# Berettyóújfalu
Berettyóújfalu é uma cidade da Hungria, situada no condado de Hajdú-Bihar. Tem 171,01 km² de área e sua população em 2019 foi estimada em 14.690 habitantes.